# Cotuí (San Germán)
Cotuí es un barrio ubicado en el municipio de San Germán en el estado libre asociado de Puerto Rico. En el Censo de 2010 tenía una población de 749 habitantes y una densidad poblacional de 287,75 personas por km².

## Geografía
Cotuí se encuentra ubicado en las coordenadas 18°4′4″N 67°4′42″O / 18.06778, -67.07833. Según la Oficina del Censo de los Estados Unidos, Cotuí tiene una superficie total de 2.6 km², que corresponden a tierra firme.

## Demografía
Según el censo de 2010, había 749 personas residiendo en Cotuí. La densidad de población era de 287,75 hab./km². De los 749 habitantes, Cotuí estaba compuesto por el 86.52% blancos, el 4.14% eran afroamericanos, el 1.34% eran amerindios, el 0.13% eran asiáticos, el 0.27% eran isleños del Pacífico, el 7.08% eran de otras razas y el 0.53% pertenecían a dos o más razas. Del total de la población el 99.47% eran hispanos o latinos de cualquier raza.